# Un surîs în plină vară
Un surîs în plină vară este o comedie românească din 1964, regizată de Geo Saizescu. Rolurile principale sunt interpretate de actorii Sebastian Papaiani, Florina Luican, Silvia Fulda, Dem Rădulescu, Matei Alexandru și George Constantin.

## Rezumat
Filmul Un surîs în plină vară prezintă povestea unui tânăr, Făniță, dornic să câștige bani în urma unor inițiative personale; va eșua în toate aceste întreprinderi, lăsându-se în cele din urmă convins să intre în C.A.P.-ul din sat. Este ecranizat după nuvela Pădurea de Dumitru Radu Popescu.
„Făniță, eroul întâmplărilor din film nu este decât Păcală al zilelor noastre sau mai bine zis un Dănilă Prepeleac.” - Dinu Săraru, 1965.

## Distribuție
- Sebastian Papaiani — Făniță, țăran oltean din satul Dănceu
- Florina Luican — Liorica, iubita lui Făniță
- Silvia Fulda — țața Lina, mama lui Făniță
- Dem Rădulescu — Petrică, fratele mai mare al lui Făniță
- Matei Alexandru — Colaie, fratele cel mai mare al lui Făniță
- George Constantin — nea Grigore, președintele GAC „Drum Nou” din Dănceu
- Nineta Gusti — bătrâna cu vaca
- Draga Olteanu Matei — Mărioara, soția lui Colaie
- Catița Ispas — Leana, soția lui Petrică
- Dumitru Furdui — Dinică Gurămare, motociclistul glumeț
- Liviu Crăciun — Gheorghe, șoferul de la GAC „Drum Nou”
- Nucu Păunescu — președintele GAC din Priseceaua
- Puiu Călinescu — negustorul de haine vechi
- Dumitrel Cucereanu — Năică, băiețelul lui Petrică
- Melania Cârje
- Rodica Mandache — țărancă tânără
- Eugenia Giurgiu-Papaiani
- Aurelia Rucăreanu
- Domnica Pellea

## Primire
Filmul a fost vizionat de 4.743.638 de spectatori în cinematografele din România, după cum atestă o situație a numărului de spectatori înregistrat de filmele românești de la data premierei și până la data de 31 decembrie 2014 alcătuită de Centrul Național al Cinematografiei.